# Alchemilla akdoganica
Alchemilla akdoganica é uma espécie de rosácea do gênero Alchemilla, pertencente à família Rosaceae.